# Ốc Đăng
Ốc Đăng (chữ Hán: 握登) là tên của 1 người phụ nữ được cho là sống vào thời Đường Nghiêu trong lịch sử Trung Quốc, theo nhiều tư liệu cổ điển ghi chép thì bà chính là mẹ đẻ của đế Thuấn.
Tương truyền Ốc Đăng là con người: hiền thục, đoan trang, trung hậu, đảm đang, bất khuất, kiên cường...Không rõ phụ mẫu bà là ai và xuất xứ từ nước nào chỉ biết chồng bà tên Cổ Tẩu - con trai của Kiều Ngưu - dòng dõi đế Chuyên Húc, xét về phẩm hạnh của bà thì dân chúng quanh vùng đều đánh giá: nết na, thùy mị, chính trực, khẳng khái... 

## Truyền thuyết dân gian
Một lần Ốc Đăng đi cấy ngoài đồng cách nhà tương đối xa gặp ngay trời đổ mưa giông bất ngờ không chạy về kịp, bà núp vội dưới gốc cây vệ đường để tạm trú ẩn cho qua cơn bão tố. Chợt bà thấy trên bầu trời xuất hiện cây cầu vồng bảy sắc óng ánh rất đẹp mắt, bà mải chăm chú nhìn lên ngắm hiện tượng thiên nhiên này say mê đến nỗi mưa tạnh mây tan lúc nào cũng không hay biết. Khi người đi đường ngang qua thấy lạ liền gọi thì bà mới giật mình bừng tỉnh, sau hôm ấy bà thụ thai rồi sinh ra một bé trai kháu khỉnh đặt tên là Đô Quân. Vì lúc sinh con thì bà đang ở đất Diêu nên lấy luôn tên đất mà xưng họ Diêu tự là Trọng Hoa, bà vừa làm lụng vừa nuôi con thơ tất bật vất vả khiến thân hình càng ngày càng tiều tụy. Chẳng bao lâu bà mắc bạo bệnh rồi qua đời khi ấy còn quá trẻ để lại cho chồng là Cổ Tẩu cảnh "gà trống nuôi con", nhưng chưa mãn tang Cổ Tẩu đã vội đi lấy vợ hai rồi đem Trọng Hoa sang cho ông nội là Kiều Ngưu. Thế rồi Kiều Ngưu nuôi dạy cháu cũng chỉ hơn 10 năm thì già yếu mà từ giã cõi thế gian, Trọng Hoa phải về ở với cha đẻ và mẹ kế lúc này đã sinh được 1 trai là Tượng và 1 gái là Hệ. Lần đầu tiên trong lịch sử câu ca dao:"mấy đời bánh đúc có xương, mấy đời gì ghẻ có thương con chồng" được người đời chiêm nghiệm thực tế, kết quả mọi thủ đoạn mánh khóe của cha đẻ và mẹ kế cùng em khác mẹ đều được Trọng Hoa vượt qua một cách khéo léo tài tình.
Chính vì lẽ trên làm đế Nghiêu cảm mến đức hạnh phẩm chất cao thượng của Trọng Hoa mà thiện nhượng trở thành thánh quân Ngu Thuấn nổi tiếng vậy, đó cũng chính bởi gen di truyền hình thành từ mẹ sang con của người phụ nữa tên Ốc Đăng.